# Wally Wolf
Wally Wolf (Estados Unidos, 2 de octubre de 1930-12 de marzo de 1997) fue un nadador estadounidense especializado en pruebas de estilo libre, donde consiguió ser campeón olímpico en 1948 en los 4x100 metros.

## Carrera deportiva
En los Juegos Olímpicos de Londres 1948 ganó la medalla de oro en los relevos de 4x200 metros estilo libre, con un tiempo 8:46.0 segundos, por delante de Hungría (plata) y Francia (bronce); sus compañeros de equipo fueron los nadadores: Wally Ris, Jimmy McLane y William Smith.